# John McEnroe
John Patrick McEnroe, Jr. (født 16. februar 1959 i Wiesbaden, Tyskland) er en tidligere amerikansk tennisspiller.
Kendt for sit store temperament og sin åbne personlighed var McEnroe én af de mest populære (og bedste) tennisspillere i historien. Han huskes bl.a. for en række legendariske finalekampe med Björn Borg den største i Wimbledon 1980. 
McEnroe fik sit gennembrud i slutningen af 1970'erne og havde sin storhedstid igennem 1980'erne. Han afsluttede karrieren i starten af 1990'erne, og har siden bl.a. kommenteret og udgivet bøger. I dag spiller han fortsat aktivt på seniortouren (for tidligere topspillere over 35 år), og betragtes som én af de allerbedste. John McEnroe spillede som senior i Danmark i 2007 i KB-Hallen mod sin rival fra 80'erne Björn Borg og herudover Stefan Edberg og Henri Leconte.

## Dopingmisbrug
McEnroe har erkendt at han i årevis tog steroider.